# Tatjana Dmitrijewna Walowaja

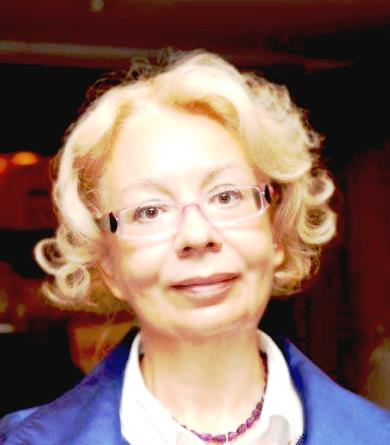
Tatjana Walowaja (2013)

Tatjana Dmitrijewna Walowaja (russisch Татьяна Дмитриевна Валовая; * 11. April 1958 in Moskau) ist eine russische Wirtschaftswissenschaftlerin, Journalistin, Politikerin und UN-Beamtin. Sie ist seit 2019 Generaldirektorin des Büros der Vereinten Nationen (UNOG) in Genf.

## Herkunft und Ausbildung
Tatjana Walowaja absolvierte ein Studium in Internationalen Wirtschaftsbeziehungen am Moskauer Finanzinstitut, sie promovierte in Wirtschaftswissenschaften an der Staatlichen Finanzakademie, wie das Finanzinstitut von 1991 bis 1992 hieß.

## Karriere
Von 1983 bis 1989 arbeitete sie als Reporterin für die Wirtschafts-Gazette. 1989 begann sie ihre Karriere bei der Regierung der Russischen Föderation. Unter anderem war sie dritte und zweite Sekretärin in der Ständigen Vertretung Russlands bei der Europäischen Union in Brüssel (1989–1994).
Zwischen 1995 und 1997 arbeite Walowaja in der Präsidialadministration der Russischen Föderation, wo sie für die Beziehungen zu den Organen der Gemeinschaft Unabhängiger Staaten (GUS) verantwortlich war. Später war sie Leiterin der Abteilung für Wirtschafts- und Finanzpolitik im Ministerium für die Beziehungen zur GUS.
Von 1999 bis 2012 arbeitete sie in der russischen Regierung im Department für Internationale Kooperation, anfänglich als Vizedirektorin, später übernahm sie die Leitung der Behörde.
In der Folge wurde sie Mitglied des Verwaltungsrats und Ministerin für Integration und Makroökonomie der Eurasischen Wirtschaftskommission, dem Exekutivorgan der Eurasische Wirtschaftsunion (EEU), die verantwortlich für die Umsetzung von Entscheidungen, die Einhaltung der EEU-Regularien und die Führung der laufenden Geschäfte in der Union ist.
Am 30. Mai 2019 wurde Walowaja von UN-Generalsekretär António Guterres als Nachfolgerin des Dänen Michael Møller zur Generaldirektorin des UN-Büros in Genf ernannt. Sie ist die 13. Amtsinhaberin und die erste Frau in dieser Position.

## Positionen
Walowaja bekennt sich zu den Prinzipien der International Gender Champions, die sich auf konkrete Schritte zur Gleichstellung der Geschlechter verpflichtet haben. Sie habe selbst viele Jahre in männerdominierten Sphären gearbeitet, daher sei es ihr ultimatives Ziel, dass Männer und Frauen in ihrer Organisation gleiche Chancen garantiert würden.

## Sonstige Aufgaben
Walowaja war zeitweise als Professorin an der Finanz-Universität in Moskau tätig. Sie ist Autorin zahlreicher Publikationen über internationale Beziehungen, regionale Ökonomie und die Geschichte von finanzieller Integration in Europa und Eurasien.

## Privates
Neben ihrer Muttersprache Russisch spricht sie Englisch und Französisch.